# Fábio Tomasini
Paulo Fábio Roberto, conhecido artisticamente como Fábio Tomasini (São Paulo, 25 de novembro de 1949 - São Paulo,  15 de junho de 2018), foi um modelo, diretor teatral, ator de teatro, televisão e cinema, musicista e dublador brasileiro.

## Carreira
Tomasini diplomou-se em 1973 em Comunicação Social pela Universidade de São Paulo, com especialização em Propaganda e Marketing.

### Televisão
Começou na televisão ao 11 anos de idade, depois que participou de um quadro de perguntas sobre conhecimento gerais no programa "Sabatinas Maisena" da TV Tupi, apresentado por Heitor de Andrade. Após o programa, uma produtora do seriado Sítio do Picapau Amarelo (TV Tupi) convidou para ser o personagem "Anjinho" e assim, inciou a carreira de ator. No mesmo canal e na mesma época, atuou nos programas "Teatro da Juventude" e TV de Vanguarda, em episódios de teleteatro.
Ainda na Tupi, atuou nas novelas: O Direito de Nascer, Somos Todos Irmãos, Nino, o Italianinho e participou do quadro de interpretações no programa "Mulheres", nos teleteatros "Mãe é Mãe" e "Todo Poderoso".
Nos anos seguintes trabalhou em novelas, seriados e programas: Pé de Vento (Rede Bandeirantes), Malu Mulher, (Rede Globo), Um Homem muito Especial (Rede Bandeirantes), "Dercy Aos Domingos" (TV Record), Nem Rebeldes, nem Fiéis (TV Cultura), Avenida Paulista (Rede Globo), A Força do Amor (SBT), A Leoa (SBT), "Humor Orquestra Show" (TV Record), Cortina de Vidro (SBT), Seus Olhos (SBT), O Todo Poderoso (Rede Bandeirantes).
Com um contrato fixo, trabalhou entre 2003 a 2007 na Rede Globo, atuando em Linha Direta, Da Cor do Pecado, Belíssima, Pé na Jaca, Amazônia, de Galvez a Chico Mendes, Água na Boca.
Nos anos seguintes, trabalhou em Viver a Vida (Rede Globo), Mulher de Fases (TV a cabo Home Box Office) e "O Primeiro Dia do Resto de Minha Vida", também para o HBO e Força-Tarefa (Rede Globo, sua última participação na televisão).

### Cinema
No cinema, trabalhou em vários curta-metragens e nos longa-metragens Vozes do Medo (sua estréia no cinema), Pixote, a Lei do Mais Fraco, "Olhos de Vampa", Gaijin – Os Caminhos da Liberdade, "São Paulo Cidade Aberta" (documentário), "As Doze Estrelas" e Diário de Um Exorcista - Zero.

### Teatro
No teatro, trabalhou e dirigiu dezenas de peças desde 1967, como "Ontem e Hoje, Pelo Amanhã", "A Ratoeira", "A Canção Dentro do Pão", "A Farsa da Esposa Perfeita", Macbeth, "Trilogia de Alice", "Teatro Através dos Tempos", "As Aventuras do Marinheiro Simbad", "Altas Transações" e "Kabong".

### Dublagem, musicista e modelo publicitário
Tomasini também foi dublador e diretor de dublagem e seu principal trabalho nesta área é dando a voz para o personagem Cavaleiro de Cristal no desenho Os Cavaleiros do Zodíaco ou o personagem Chompy Mage, do desenho Skylanders Academy.

## Morte
Fábio Tomasini morreu em 15 de junho de 2018, na capital paulista, aos 68 anos de idade, apos ficar internado por causa de um AVC.